# Криптоісторія
Криптоісторія (англ. secret history або англ. shadow history) — жанр фантастики, заснований на припущенні, що реальна історія людства відрізнялася від широко відомої, і була забута, прихована чи сфальсифікована; це ревізіоністська інтерпретація вигаданих, реальних (чи відомих) фактів історії.

## Риси жанру
Криптоісторія близька до жанру альтернативної історії. Криптоісторія зображує реальність, яка зовні часто не сильно відрізняється від звичайної історії, але в якій брали участь сили, існування яких зазвичай заперечується (інопланетяни, маги тощо). Або ж описує реалістичні події, які нібито відбулися, але залишилися невідомими. Термін «криптоісторія» введений в обіг Генрі Лайоном Олді. В англомовній інтерпретації цього жанру прийнято назву «таємна історія».
Часто в основі сюжетів криптоісторії — теорії змови, нетрадиційні трактування історичних подій, міфів і легенд, інших літературних творів. На відміну від авторів неакадемічних досліджень в історичній науці, письменники криптоісторії не приховують, що всі їхні теорії — не більше ніж художня вигадка.

## Приклади
- Ден Сіммонс, «Терор» — пояснює зникнення кораблів експедиції Франкліна (1845—1847) до Арктики зустріччю з чудовиськом.
- Ієн Бенкс, «Бізнес» — закулісся сюжету складає розповідь про міжнаціональну організацію «Бізнес», яка існує з часів Римської імперії.
- Філіп Хосе Фармер, «Інший бортовий журнал Філлеаса Фоґґа» — роман доповнює твір Жуля Верна «Навколо світу за 80 днів», описуючи таємне завдання головного героя, яке він виконував паралельно до основного сюжету.
- Assassin's Creed — серія відеоігор, в основі якої лежить припущення, що багато історичних подій зумовлені протистоянням двох таємних товариств, які борються за спадок зниклої цивілізації.